# Filtre basat en derivades
Els filtres basats en derivades són filtres amb l'aplicació principal de detectar els contorns i transicions dins d'una imatge o senyal multi-dimensional. Els més coneguts són el filtre Sobel, el filtre gaussià i el filtre Laplacià.
La derivada d'una funció y = f(x) és l'increment de y per cada increment infinitesimal de x. La segona derivada és la derivada de la derivada. En el cas d'imatges, la segona derivada proporciona informació sobre els canvis, més o menys bruscs, que es produeixen entre píxels veïns.